# Наш американський Боря
«Наш американський Боря» — фільм 1992 року.

## Зміст
На батьківщину приїжджає новоспечений американець Боря. Його тітка мріє бачити племінника щасливим і хоче одружити його на гарній російській дівчині. Від претендентів немає відбою, доводиться Борі маскуватися і ховатися від наполегливих панночок.